# Нік Болл
Нік Болл (нар. 28 лютого 1997) — британський професійний боксер, чемпіон світу за версією WBA (2024—т.ч.) в напівлегкій вазі.

## Професіональна кар'єра
1 червня 2024 року вийшов на бій проти чемпіона світу за версією WBA в напівлегкій вазі Реймонда Форда (США) і здобув перемогу розділеним рішенням.